# 1762
1762 (MDCCLXII) var ett normalår som började en fredag i den gregorianska kalendern och ett normalår som började en tisdag i den julianska kalendern.

## Händelser

### Januari
- 2 januari – Svenskarna besegrar preussarna i slaget vid Neu Kahlen.
- 5 januari – Kejsarinnan Elisabet av Ryssland dör och efterträds av den preussiskvänlige Peter III, vilket underlättar den svenska drottningens Lovisa Ulrika av Preussen förutsättningar i fredsförhandlingarna.

### April
- 7 april – På eget initiativ sluter befälhavaren Augustin Ehrensvärd vapenvila med Preussen i Ribnitz.
- Fredsförhandlingarna med Preussen inleds genom en brevväxling mellan den svenska drottningen Lovisa Ulrika av Preussen och hennes bror, kung Fredrik II av Preussen. Trots att drottningen för framsteg får hon inget stöd, men riksakten förstörs, hovet får ökade anslag och vissa rojalistiska statsbrottslingar får amnesti.

### Maj
- 22 maj – Sverige sluter fred med Preussen i Hamburg genom drottning Lovisas förmedling, utan landavträdelser. På grund av detta inställer Frankrike subsidiebetalningen. Hattarna tackar drottningen för hennes insats. Soldaterna för till Sverige med sig kunskap om potatisodling. Detta leder till att kriget också kommer att kallas Potatiskriget i Sverige.
- 24 maj – Luleå drabbas av en stadsbrand.[1][förtydliga]

### Juli
- 17 juli – Katarina II blir kejsarinna av Ryssland.

### Augusti
- 25 augusti – Den äldre Drottningholmsteatern brinner ner. Den nya står klar 1766.

### September
- 15 september – Go-Sakuramachi blir monark av Japan.

### December
- December – En dansk forskningsexpedition, där bland andra Linnélärjungen Peter Forsskål ingår, anländer till Jemen, eller "Lyckliga Arabien", som européerna kallar området.

### Okänt datum
- Engelske läkaren Tomas Dover börjar skriva ut drogen "Dovers pulver" mot gikt.[2]
- Strengbergs tobaksfabrik i Jakobstad anläggs.
- De svenska statsfinanserna befinner sig nu på bottennivå.
- En grupp borgare från Marstrands stad framför på nytt förslaget från 1747, att göra staden till frihamn, och denna gång börjar man i riksdagen intressera sig för det hela.

## Födda

### Första kvartalet

#### Januari
- 7 januari – Robert Magnus von Rosen, svensk hovman.
- 20 januari – Jérôme-Joseph de Momigny, fransk musikteoretiker.
- 29 januari – Giuseppe Nicolini, italiensk kompositör.
- 31 januari – Lachlan Macquarie, brittisk militär och kolonial administratör.

#### Februari
- 1 februari – John Chandler, amerikansk politiker.
- 2 februari – Girolamo Crescentini, italiensk sångare.
- 4 februari – Johan Herman Schützercrantz, svensk sjömilitär.
- 8 februari – Gia Long, vietnamesisk kejsare.
- 9 februari – André-François Miot de Mélito, fransk greve och memoarförfattare.
- 15 februari – Francis Buchanan-Hamilton, brittisk botaniker och geograf.
- 23 februari – Jean-Baptiste Cavaignac, fransk politiker.
- 28 februari
  - Jacob Rutger Bennet, svensk friherre och militär.
  - Eberhard Georg Friedrich von Wächter, tysk målare.

#### Mars
- 7 mars
  - Jonas Sibley, amerikansk politiker.
  - Gustaf af Sillén, svensk arkitekt.
- 10 mars – Jeremias Benjamin Richter, tysk kemist.
- 12 mars – Montfort Stokes, amerikansk politiker.
- 14 mars
  - Margaret Catchpole, brittisk krönikör.
  - Carl Gustaf von Platen, svensk friherre och millitär
- 18 mars
  - Karl Christian Gmelin, tysk botaniker.
  - Ulrich Friedrich Kopp, tysk paleograf.
- 24 mars – Marcos Portugal, portugisik kompositör.
- 25 mars – Thomas Alexandre Dumas, fransk militär.

### Andra kvartalet

#### April
- 9 april – Friedrich von Kleist, preussisk militär.
- 10 april – Pehr Arenander, svensk präst.
- 12 april – Louis Fauche-Borel, fransk politiker.
- 13 april
  - Jean-Étienne Championnet, fransk militär.
  - Johanna Wattier, nederländsk skådespelare.
- 14 april – Giuseppe Valadier, italiensk arkitekt och arkeolog.
- 18 april – Carl Axel von Morian, svensk militär.
- 25 april – Sveinn Pálsson, isländsk läkare och naturforskare.

#### Maj
- 3 maj – Johan David Flintenberg, svensk historisk forskare.
- 4 maj
  - Karol Kniaziewicz, polsk militär.
  - Catharina Christina Uddén, svensk poet.
- 8 maj – Felice Baciocchi, fransk militär.
- 11 maj – Jacob Johan Anckarström, svensk adelsman och militär, mördade kung Gustav III.
- 19 maj – Johann Gottlieb Fichte, tysk filosof.
- 21 maj – Roger Griswold, amerikansk politiker.
- 22 maj – Henry Bathurst, 3:e earl Bathurst, brittisk politiker.
- 23 maj – Conrad Gottfried Kuhlau, svensk kompositör.
- 25 maj
  - Walter Leake, amerikansk politiker.
  - Johan Molander, finländsk biskop.

#### Juni
- 10 juni
  - Georg Friedrich Benecke, tysk språkforskare.
  - Johan Ulric Blomdahl, svensk präst.
  - María del Pilar Teresa Cayetana de Silva y Álvarez de Toledo, hertiginnan av Alba.

### Tredje kvartalet

#### Juli
- 12 juli – James Ross, amerikansk politiker.
- 21 juli – Per Lundmark, svensk konstnär och läkare.
- 30 juli – Juan O'Donojú, spansk militär.

#### Augusti
- 10 augusti
  - Philippe-Auguste Hennequin, fransk konstnär.
  - Axel Gabriel Silfverstolpe, svensk poet och politiker.
- 12 augusti
  - Georg IV, kung av Storbritannien 1820–1830.
  - William Branch Giles, amerikansk politiker.
  - Christoph Wilhelm Hufeland, tysk läkare.
- 13 augusti – Anne-Josèphe Théroigne de Méricourt, fransk revolutionär.
- 28 augusti – Johan Albrecht Ehrenström, finländsk ämbetsman, arkitekt och memoarförfattare.

#### September
- 6 september – Theodorus Frederik van Capellen, nederländsk sjömilitär.
- 7 september
  - Louis-Marie-Céleste d'Aumont, fransk militär och politiker.
  - Eva Charlotta von Schantz, svensk målare.
- 11 september – Joanna Baillie, brittisk författare.
- 19 september – Thomas Watling, australisk konstnär.
- 22 september – Olof Forssell, svensk astronom, matematiker och präst.
- 24 september – William Lisle Bowles, brittisk poet.

### Fjärde kvartalet

#### Oktober
- 6 oktober – Gabriel von Bonsdorff, finländsk läkare.
- 7 oktober
  - Fabian von Fersen, svensk greve, militär och politiker.
  - Charles Abbott, 1:e baron Tenterden, brittisk jurist.
- 12 oktober
  - Zacharias Edenqvist, svensk militär.
  - Sir Home Riggs Popham, brittisk sjömilitär.
- 16 oktober
  - Paul Hamilton, amerikansk politiker.
  - Carl Wilhelm Swedman, svensk konstnär.
- 18 oktober – Lars Hierta, svensk friherre, militär och ämbetsman.
- 21 oktober
  - George Colman den yngre, brittisk dramatiker.
  - Herman Willem Daendels, nederländsk militär.
- 27 oktober
  - Isac Reinhold Blom, svensk ämbetsman och poet.
  - Gijsbert Karel van Hogendorp, nederländsk politiker.
- 29 oktober – Nils Georg Psilanderskjöld, svensk militär och godsägare.

#### November
- 1 november – Spencer Perceval, brittisk politiker och jurist.
- 13 november – Charles Crapelet, fransk boktryckare.
- 16 november
  - Peter Outzen Boisen, dansk biskop.
  - Petronella Moens, nederländsk författare.
- 19 november – Magnus Åsell, svensk skeppare och pianotillverkare.
- 25 november – Leonhard Wächter, tysk författare.
- 27 november – Sir Samuel Hood, brittisk sjömilitär.

#### December
- 2 december – Franciszek Ksawery Dmochowski, polsk politiker och författare.
- 12 december – Jacques-Charles Bailleul, fransk politiker.
- 22 december – Dudley Ryder, 1:e earl av Harrowby, brittisk politiker.
- 25 december – Martin Boos, tysk teolog.
- 27 december – Magnús Stephensen, isländsk ämbetsman.

### Okänt datum
- Catharina Fock, nederländsk bankir.
- Natalja Sjelichova, rysk handelsledare.

## Avlidna

### Första kvartalet

#### Januari

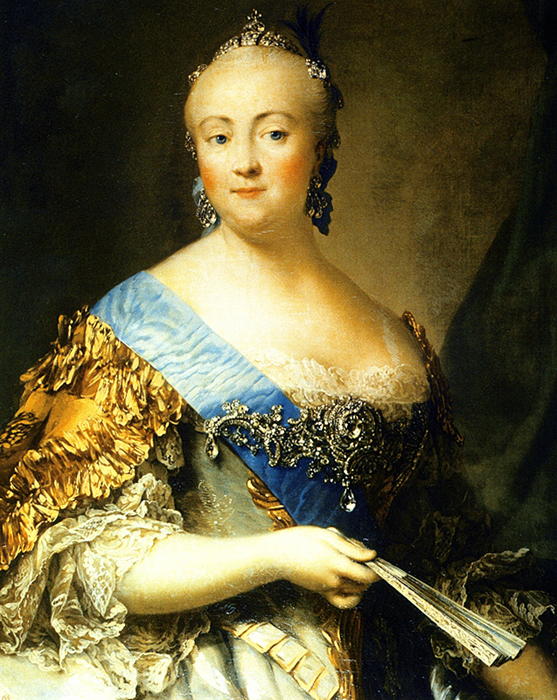
Den ryska tsarinnan Elisabet avled den 5 januari 1762 (g.s. den 25 december 1761), 52 år gammal.

- Den ryska tsarinnan Elisabet avled den 5 januari 1762 (g.s. den 25 december 1761), 52 år gammal.5 januari – Elisabet, 52, regerande rysk tsarinna sedan 1741.
- 10 januari – Christian Barnekow, 67, svensk friherre, militär och ämbetsman.
- 11 januari – Louis-François Roubiliac, 59, fransk skulptör.

#### Februari
- 20 februari – Tobias Mayer, 39, tysk astronom och matematiker.

#### Mars
- 6 mars – Antoinette Amalie, 65, hertiginna av Braunschweig-Wolfenbüttel.
- 10 mars – Jean Calas, 63, fransk köpman, avrättad.
- 16 mars – Christian König, 84, svensk ämbetsman och författare.
- 21 mars – Nicolas-Louis de Lacaille, 49, fransk astronom, matematiker och kartograf.
- 23 mars – Olov Tillæus, 57, svensk präst.
- 24 mars – Otto Herman von Stahlen, 77, svensk militär.

### Andra kvartalet

#### April
- 2 april – Simon Jakob Wennerstedt, 75, svensk militär och godsägare.
- 7 april – Heinrich von Bünau, 64, tysk politiker och historiker.
- 17 april – Anton Johan Wrangel den äldre, 82, svensk greve och sjömilitär.

#### Maj
- 1 maj – William Bentinck, 2:e hertig av Portland, 53, brittisk adelsman.
- 19 maj – Francesco Loredan, 77, regerande doge av Venedig sedan 1752.
- 26 maj – Simon Melander, 78, svensk präst.
- 27 maj – Alexander Gottlieb Baumgarten, 47, tysk filosof.

#### Juni
- 5 juni – Jonas Eriksson Sundahl, 84, svensk arkitekt, lantmätare och tecknare.
- 6 juni – George Anson, 1:e baron Anson, 65, brittisk sjömilitär.
- 13 juni – Dorothea Erxleben, 46, tysk läkare.
- 17 juni – Prosper Jolyot de Crébillon, 88, fransk författare.
- 22 juni – Karl Fredrik Albrekt av Brandenburg-Schwedt, 57, preussisk prins.
- 26 juni
  - Fredrik Bagge, 86, svensk präst.
  - Gottschedin, 49, tysk författare.

### Tredje kvartalet

#### Juli
- 1 juli – Christopher Risell, 75, svensk präst.
- 5 juli – Gabriel Adolf Ribbing, 37, svensk kammarherre.
- 10 juli – Jan Frederik Gronovius, 75, nederländsk botaniker.
- 12 juli – Sado, 27, koreansk kronprins, avrättad.
- 17 juli
  - Peter III, 34, rysk tsar 1762.
  - Eilert Troilius, 60, svensk politiker.
- 18 juli – Josias Hegardt, 78, svensk företagare.
- 27 juli – Edmé Bouchardon, 64, fransk skulptör.
- 29 juli – Françoise-Louise de Warens, 63, schweizisk adelskvinna.

#### Augusti
- 3 augusti – Magnus Troilius, 58, svensk präst.
- 5 augusti – Lars Liedbeck, 55, svensk sjömilitär och matematiker.
- 13 augusti – Jean Rousset de Missy, 75, fransk historiker.
- 21 augusti – Mary Wortley Montagu, 73, brittisk författare.
- 23 augusti – Verner Detlov von Schwerin af Spantekow, 67, svensk militär.
- 29 augusti – Stanisław Poniatowski, 85, polsk greve och militär.

#### September
- 9 september – Daniel Johan Zander, 77, svensk militär.
- 11 september – Pietro Rotari, 54, italiensk greve och målare.
- 14 september – Carl Ridderstolpe, 78, svensk friherre, sjömilitär och ämbetsman.
- 28 september – Philipp von Segesser von Brunegg, 73, schweizisk jesuitpräst.
- 30 september – Jacques Daviel, 69, fransk ögonläkare.

### Fjärde kvartalet

#### Oktober
- 6 oktober – Francesco Manfredini, 78, italiensk violinist och kompositör.
- 18 oktober – Johan Eberhard von Schantz, 75, svensk hovfunktionär.

#### November
- 1 november – Nils Nordensvärd, 78, svensk militär och bruksägare.
- 4 november – Eric Alstrin, 79, svensk filosof och teolog.
- 11 november – Elizabeth Gooking Greenleaf, 81, nordamerikansk apotekare.
- 12 november – Fredrik Otto Wrangel af Lindeberg, 42, svensk militär och ämbetsman.

#### December
- 12 december – Jonas Wulfwenstierna, 81, svensk friherre och ämbetsman.
- 16 december – Johan von Kaulbars, 73, svensk friherre och militär.
- 23 december – Johanna Gabriela, 12, österrikisk ärkehertiginna.

### Fotnoter
1. ↑  ”Värmlands brandhistoriska klubb”. Arkiverad från originalet den 25 juli 2011. https://web.archive.org/web/20110725100704/http://www.brandhistoriska.org/olyckor_se.html. Läst 25 mars 2011.
2. ↑  ”Narkotika”. Arkiverad från originalet den 24 maj 2011. https://web.archive.org/web/20110524131828/http://members.fortunecity.com/simulatorsmusicsite/droger/narkotika.htm.